# Mallory Caleyron
Mallory Caleyron, née Mallory Steux le 24 octobre 1988 à Roubaix (Nord), est une ancienne volleyeuse internationale française du poste de passeuse. Elle totalise 40 sélections en équipe de France. Elle met un terme à sa carrière en 2022.

## Biographie
Mallory Caleyron est née dans une famille de volleyeurs, ses deux parents sont des anciens joueurs de bons niveaux amateur, sa mère, Marie-Edith Tassan, est présidente du club de Lys-lez-Lannoy, créé avec son beau-père. En 2015, au sortir d'une saison blanche au Pays d'Aix Venelles, elle passe près de mettre un terme à sa carrière. Elle déclare en 2019 sur cette période : « J’ai dû me faire opérer lors de ma deuxième saison au Cannet, puis j’ai repris la suivante à Venelles, mais j’avais trop mal, donc j’ai pris la décision d’arrêter, le volley-ball était devenu une souffrance, plus un plaisir. J’avais repris mes études en faisant une licence d’entraînement sportif et un BTS diététique, j’ai aussi pas mal voyagé, je ne pensais pas revenir. » Elle effectue son retour à la compétition en signant au Stade français Paris Saint-Cloud à l'intersaison 2016. En 2019, elle fait son retour en équipe de France après cinq ans d'absence, année où elle dispute son troisième Championnat d'Europe,,.

## Vie privée
Son mari Quentin Caleyron est un coureur cycliste français spécialiste du BMX et du cyclisme sur piste, notamment sélectionné pour participer aux Jeux olympiques de Londres en 2012.

## Clubs
| Club                 | De        | À         |
| -------------------- | --------- | --------- |
| RC Villebon 91       | 2007-2008 | 2008-2009 |
| SES Calais           | 2009-2010 | 2010-2011 |
| VB Nantes            | 2011-2012 | 2011-2012 |
| ES Le Cannet         | 2012-2013 | 2013-2014 |
| Pays d'Aix Venelles  | 2014-2015 | 2014-2015 |
| Villejuif VB         | 2015-2016 | 2015-2016 |
| SF Paris Saint-Cloud | 2016-2017 | 2019-2020 |
| Levallois SC         | 2020-2021 | 2021-2022 |

## Palmarès
- Championnat de France Élite (1) :
  - Vainqueur : 2022.

## Distinctions individuelles
- 2017-2018 : Coupe de France — Meilleure passeuse.